# Lijst van ministers van Cultuur in de Franse Gemeenschap
Dit is een lijst van ministers van Cultuur in de Franse Gemeenschapsregering.

## Lijst
| Nr.   | Minister                      | Partij | Partij      | Begin             | Einde             | Regering(en)         | Bevoegdheid               |
| ----- | ----------------------------- | ------ | ----------- | ----------------- | ----------------- | -------------------- | ------------------------- |
| 1     | Philippe Moureaux (1939-2018) |        | PS          | 22 december 1981  | 3 december 1985   | Moureaux I           | Culturele Aangelegenheden |
|       |                               |        |             |                   |                   |                      |                           |
| [ 1 ] | Philippe Moureaux (1939-2018) |        | PS          | 2 februari 1988   | 11 mei 1988       | Moureaux II          | Cultuur                   |
|       |                               |        |             |                   |                   |                      |                           |
| 2     | Valmy Féaux (1933)            |        | PS          | 17 januari 1989   | 7 januari 1992    | Féaux                | Cultuur                   |
| 3     | Bernard Anselme (1945)        |        | PS          | 7 januari 1992    | 6 mei 1993        | Anselme              | Cultuur                   |
| 4     | Éric Tomas (1948)             |        | PS          | 6 mei 1993        | 21 juni 1995      | Onkelinx I           | Cultuur                   |
| 5     | Charles Picqué (1948)         |        | PS          | 21 juni 1995      | 13 juli 1999      | Onkelinx II          | Cultuur                   |
| 6     | Robert Collignon (1943)       |        | PS          | 13 juli 1999      | 4 april 2000      | Hasquin              | Cultuur                   |
| 7     | Rudy Demotte (1963)           |        | PS          | 4 april 2000      | 15 juli 2003      | Hasquin              | Cultuur                   |
| 8     | Christian Dupont (1947)       |        | PS          | 15 juli 2003      | 19 juli 2004      | Hasquin              | Cultuur                   |
| 9     | Fadila Laanan (1967)          |        | PS          | 19 juli 2004      | 22 juli 2014      | Arena, Demotte I, II | Cultuur                   |
| 10    | Joëlle Milquet (1961)         |        | cdH         | 22 juli 2014      | 11 april 2016     | Demotte III          | Cultuur                   |
| 11    | Alda Greoli (1962)            |        | cdH         | 11 april 2016     | 17 september 2019 | Demotte III          | Cultuur                   |
| 12    | Bénédicte Linard (1976)       |        | Ecolo       | 17 september 2019 | 16 juli 2024      | Jeholet              | Cultuur                   |
| 13    | Elisabeth Degryse (1980)      |        | Les Engagés | 16 juli 2024      | heden             | Degryse              | Cultuur                   |